# Erveo
Erveo  è un nome proprio di persona italiano maschile. 

## Varianti in altre lingue
- Bretone: Haerviu[1], Herve
- Bretone antico: Aeruiu[2], Hærviu[2], Haerveu[3]
- Catalano: Herveu
- Francese: Hervé[1][3]
- Francese antico: Hervé[2]
- Inglese: Harvey[1][3], Hervey[1][3], Harvie[1]
  - Ipocoristici: Harve[1]
- Latino: Charivius, Herveus, Hervaeus
- Polacco: Herweusz
- Portoghese: Herveu
- Spagnolo: Herveo, Hervio

## Origine e diffusione
Deriva dal nome bretone Haerviu: è composto dagli elementi haer ("battaglia") e viu (o vy, "degno"), quindi può essere interpretato come "degno della battaglia". Altre fonti lo considerano invece un composto di hoiarn ("ferro") e viu ("brillante", "fiammante").
Nelle fonti latine dell'VIII secolo compare come Charivius, mentre successivamente ricorre nella forma Herveus. Ormai desueto in italiano, il nome conta ancora su una certa diffusione nei paesi inglesi e francesi; per quanto riguarda la forma inglese, il nome raggiunse l'Inghilterra dopo la conquista normanna con i coloni bretoni; godette di una certa popolarità durante il Medioevo, dando origine al cognome inglese Harvey, tuttavia si rarificò nel tardo Medioevo. Fu riportato in voga quando iniziò la moda di usare i cognomi come nomi: torna ad essere attestato con certezza dal XIX secolo, ma è possibile che sia stato ripreso già nel XVI.

## Onomastico
L'onomastico può essere festeggiato il 17 giugno in memoria di sant'Erveo, eremita bretone del VI secolo, patrono dei ciechi.

## Persone
- Erveo, eremita e santo bretone
- Erveo Francopoulo, generale bizantino di origini normanne

### Variante Hervé

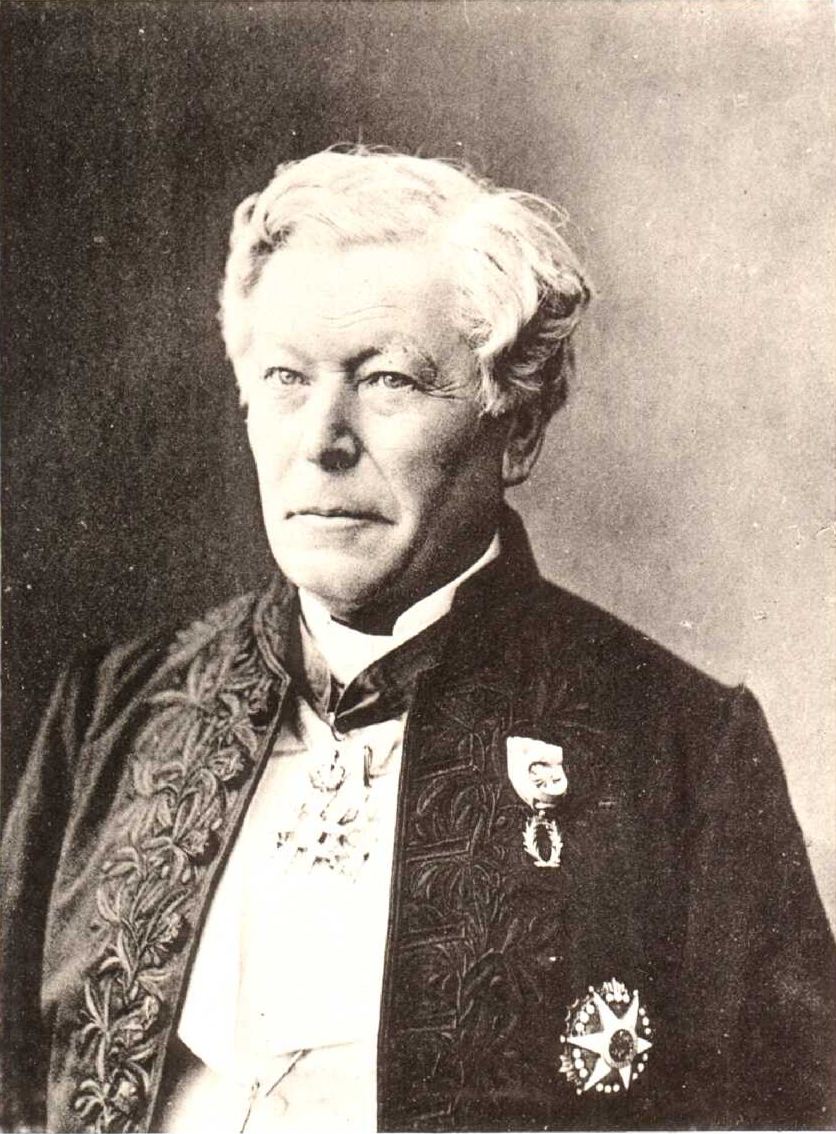
Hervé Faye

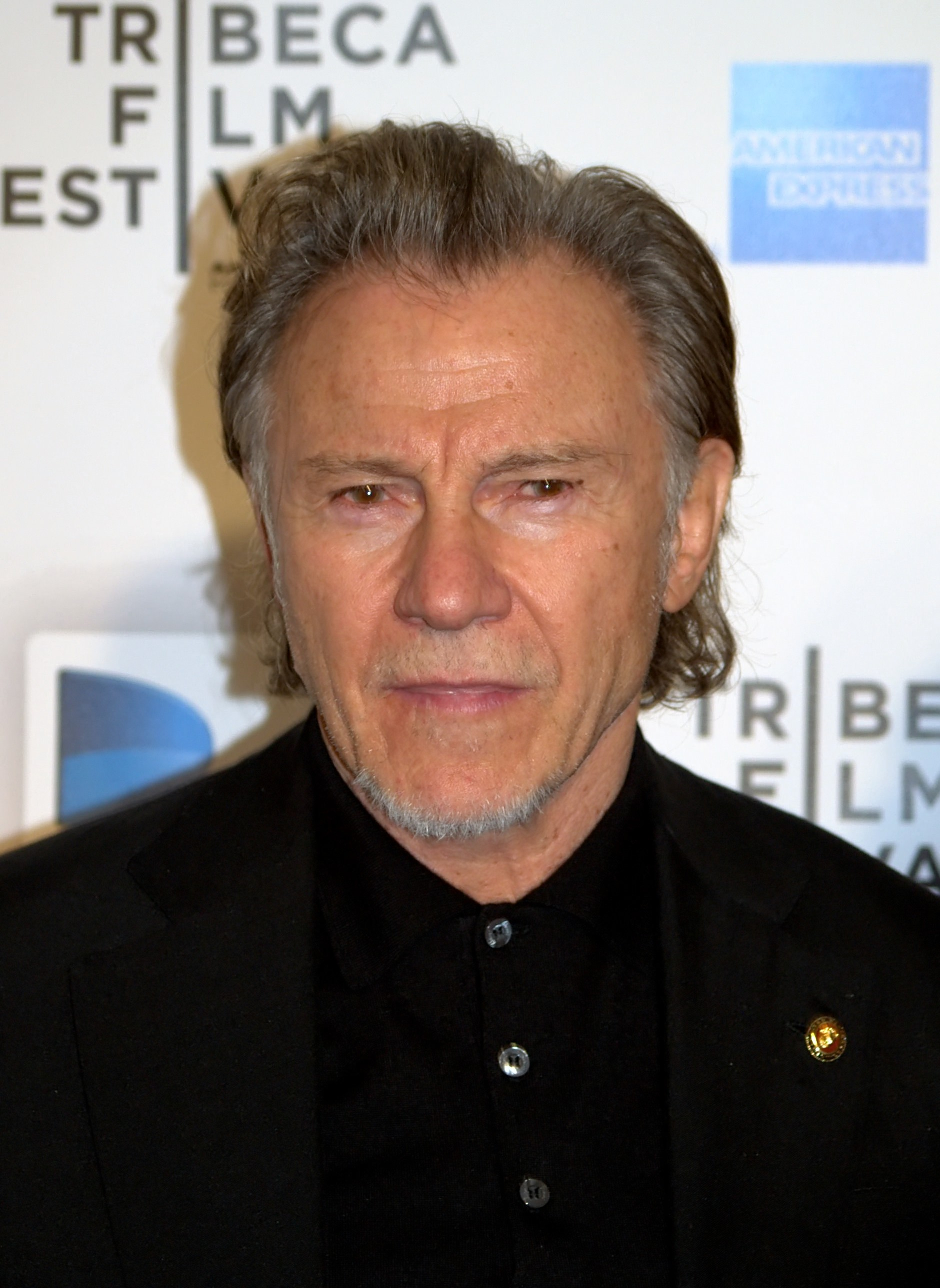
Harvey Keitel

- Hervé Alicarte, calciatore francese
- Hervé Balland, fondista francese
- Hervé Barmasse, alpinista italiano
- Hervé Barulea, vero nome di Baru, fumettista francese
- Hervé Bazin, scrittore francese
- Hervé Bugnet, calciatore francese
- Hervé Coudray, allenatore di pallacanestro francese
- Hervé Cristiani, cantautore e chitarrista francese
- Hervé de Luze, montatore francese
- Hervé Duclos-Lassalle, ciclista su strada francese
- Hervé Faye, astronomo francese
- Hervé Flandin, biatleta francese
- Hervé Guibert, scrittore francese
- Hervé Le Boterf, scrittore e giornalista francese
- Hervé Le Tellier, scrittore, poeta e linguista francese
- Hervé Morin, politico francese
- Hervé Renard, calciatore e allenatore di calcio francese
- Hervé This, chimico francese
- Hervé Vilard, cantante francese
- Hervé Villechaize, attore francese
- Hervé Yamguen, artista camerunese

### Variante Harvey

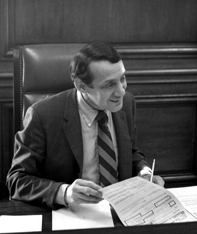
Harvey Milk

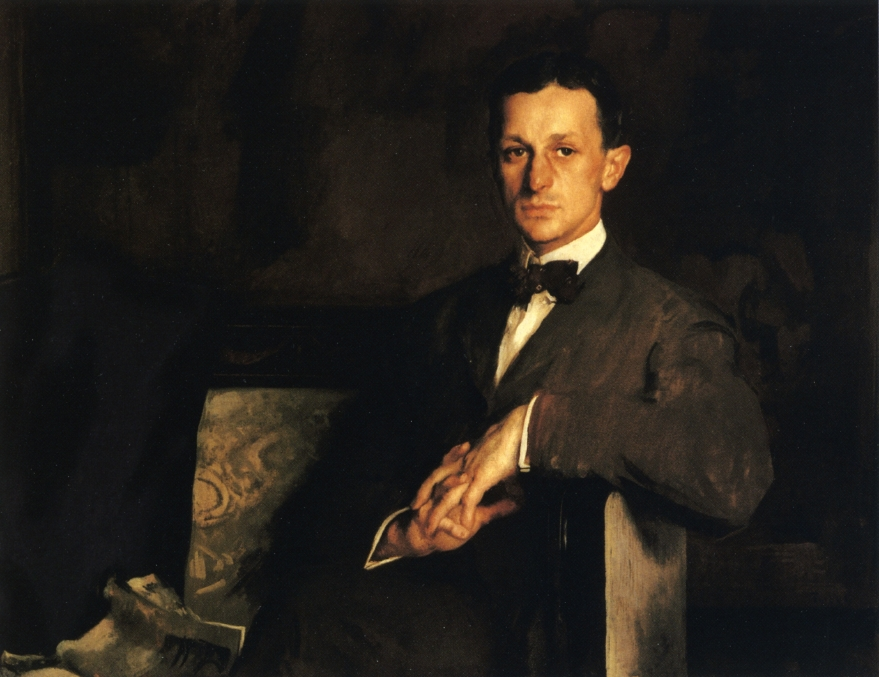
Harvey Williams Cushing

- Harvey Atkin, doppiatore e attore canadese
- Harvey Bainbridge, bassista e tastierista britannico
- Harvey Ball, artista, imprenditore e militare statunitense
- Harvey Cox, teologo statunitense
- Harvey Esajas, calciatore olandese
- Harvey Fierstein, attore, sceneggiatore e cantante statunitense
- Harvey Jason, attore britannico
- Harvey Keitel, attore e produttore cinematografico statunitense
- Harvey Korman, attore e regista statunitense
- Harvey Levin, personaggio televisivo, avvocato e reporter statunitense
- Harvey Logan, bandito statunitense
- Harvey Lonsdale Elmes, architetto britannico
- Harvey Martin, giocatore di football americano statunitense
- Harvey Milk, politico statunitense
- Harvey Pekar, fumettista statunitense
- Harvey Postlethwaite, ingegnere britannico
- Harvey Weinstein, produttore cinematografico statunitense
- Harvey Williams Cushing, chirurgo statunitense

### Altre varianti
- Hervey Allen, scrittore statunitense
- Harve Presnell, attore statunitense

## Il nome nelle arti
- Harvey Bullock è un personaggio della serie Batman.
- Harvey Dwight Kinkle è un personaggio della serie televisiva Sabrina, vita da strega.
- Harvey Specter è un personaggio della serie televisiva Suits.
- Harvey è il nome del pappagallo personaggio della serie di videogiochi di Rusty Lake.